# Austin Croshere
Austin Nathan Croshere (Los Ángeles, California, 1 de mayo de 1975) es un exjugador de baloncesto profesional que jugó doce temporadas en la NBA. Con una altura de 2,08 metros, lo hacía en la posición de ala-pívot.

## Educación
Asistió al Palms Middle School y al Crossroads School en el Condado de Los Ángeles, y se graduó en el Providence College, una institución católica en Providence, Rhode Island.

## Carrera profesional
Croshere fue elegido en la 12.ª posición por Indiana Pacers en el Draft de 1997. Se trata de un jugador muy versátil capaz de jugar tanto en el perímetro como en la zona, además de poseer un gran tiro exterior (tiene un 34.3% en tiros de tres en toda su carrera). En la temporada 1999-00 ayudó a los Pacers a llegar su primera final, que perdieron ante Los Angeles Lakers en seis partidos. 
Debido a su importante participación, fue recompensado con un sólido contrato, que los Pacers pronto comenzarían a lamentar, ya que Croshere nunca cumplió con las expectativas que había sobre él. Durante las tres campañas que Isiah Thomas fue el entrenador del equipo, contó en raras ocasiones con el jugador. En la temporada 2002-03, promedió 12.9 minutos, jugando 49 partidos.
En la era Rick Carlisle, su concurso cobró más importancia, siendo uno de los primeros jugadores en la rotación de los Pacers. 
El 5 de julio de 2006, fue traspasado a Dallas Mavericks a cambio del joven Marquis Daniels. En Texas, logró su récord en puntos en un encuentro, encajándole 34 a Seattle SuperSonics el 30 de enero de 2007.
En agosto de 2007 dejó los Mavs para fichar por Golden State Warriors, donde permaneció una temporada, la única en su carrera en la que no jugó playoffs. Croshere pasó la pretemporada 2007-08 en su antiguo equipo los Pacers, aunque fue cortado el 27 de octubre de 2008. Días después, firmó por Milwaukee Bucks.

## Estadísticas

### Temporada regular
| Año     | Equipo       | PJ  | PT | MPP  | %TC  | %3P  | %TL  | RPP | APP | ROB | TPP | PPP  |
| ------- | ------------ | --- | -- | ---- | ---- | ---- | ---- | --- | --- | --- | --- | ---- |
| 1997–98 | Indiana      | 26  | 0  | 9.3  | .372 | .308 | .571 | 1.7 | .3  | .3  | .2  | 2.9  |
| 1998–99 | Indiana      | 27  | 0  | 9.2  | .427 | .276 | .870 | 1.7 | .4  | .3  | .3  | 3.4  |
| 1999–00 | Indiana      | 81  | 14 | 23.3 | .441 | .362 | .848 | 6.4 | 1.1 | .5  | .7  | 10.3 |
| 2000–01 | Indiana      | 81  | 23 | 23.1 | .394 | .338 | .866 | 4.8 | 1.1 | .4  | .6  | 10.1 |
| 2001–02 | Indiana      | 76  | 1  | 16.9 | .413 | .338 | .851 | 3.9 | 1.0 | .3  | .4  | 6.8  |
| 2002–03 | Indiana      | 49  | 0  | 12.9 | .411 | .391 | .815 | 3.2 | 1.1 | .1  | .3  | 5.1  |
| 2003–04 | Indiana      | 77  | 0  | 13.6 | .388 | .389 | .894 | 3.2 | .7  | .3  | .2  | 5.0  |
| 2004–05 | Indiana      | 73  | 22 | 25.0 | .378 | .259 | .883 | 5.1 | 1.3 | .7  | .2  | 8.9  |
| 2005–06 | Indiana      | 50  | 26 | 23.0 | .463 | .386 | .882 | 5.3 | 1.2 | .4  | .1  | 8.2  |
| 2006–07 | Dallas       | 61  | 2  | 11.9 | .351 | .286 | .865 | 3.0 | .7  | .2  | .1  | 3.7  |
| 2007–08 | Golden State | 44  | 0  | 10.4 | .445 | .361 | .906 | 2.4 | .7  | .2  | .1  | 3.9  |
| 2008–09 | Milwaukee    | 11  | 0  | 7.0  | .400 | .455 | .636 | 2.2 | .5  | .1  | .1  | 3.3  |
| 2008–09 | San Antonio  | 3   | 0  | 7.7  | .222 | .000 | .000 | 3.3 | 1.0 | .0  | .0  | 1.3  |
| Total   |              | 659 | 88 | 17.4 | .407 | .340 | .861 | 4.0 | 1.0 | .4  | .3  | 6.8  |

### Playoffs
| Año     | Equipo  | PJ | PT | MPP  | %TC  | %3P  | %TL   | RPP | APP | ROB | TPP | PPP  |
| ------- | ------- | -- | -- | ---- | ---- | ---- | ----- | --- | --- | --- | --- | ---- |
| 1998–99 | Indiana | 1  | 0  | 1.0  | .000 | .000 | 1.000 | 1.0 | .0  | .0  | .0  | 2.0  |
| 1999–00 | Indiana | 23 | 2  | 21.3 | .418 | .405 | .839  | 4.7 | .8  | .4  | .7  | 9.4  |
| 2000–01 | Indiana | 4  | 0  | 32.3 | .400 | .200 | .867  | 5.0 | 1.5 | 1.0 | .5  | 10.8 |
| 2001–02 | Indiana | 4  | 0  | 14.8 | .400 | .333 | .750  | 3.5 | .5  | .2  | .2  | 6.0  |
| 2002–03 | Indiana | 4  | 0  | 11.5 | .263 | .000 | .857  | 4.3 | .8  | .0  | .2  | 4.0  |
| 2003–04 | Indiana | 13 | 2  | 16.5 | .345 | .333 | .810  | 3.1 | .9  | .3  | .2  | 4.8  |
| 2004–05 | Indiana | 10 | 0  | 8.8  | .400 | .500 | .833  | 1.7 | .0  | .4  | .1  | 2.5  |
| 2005–06 | Indiana | 6  | 2  | 29.2 | .316 | .391 | .889  | 3.7 | 1.2 | .8  | .0  | 8.2  |
| 2006–07 | Dallas  | 3  | 0  | 11.3 | .333 | .750 | 1.000 | 2.0 | .0  | .0  | .0  | 5.0  |
| Total   |         | 68 | 6  | 18.2 | .379 | .360 | .844  | 3.6 | .7  | .4  | .3  | 6.7  |